# James Edward Fitzgerald
James Edward Fitzgerald (ur. 30 grudnia 1938 w Chicago, zm. 11 września 2003) – amerykański duchowny katolicki, biskup pomocniczy Joliet w Illinois w latach 2002-2003.

## Życiorys
Święcenia kapłańskie przyjął 23 maja 1964 i został inkardynowany do Joliet w Illinois. Był m.in. prefektem studiów, a następnie rektorem diecezjalnego seminarium (1972-1978).

### Episkopat
11 stycznia 2002 papież Jan Paweł II mianował go biskupem pomocniczym macierzystej diecezji ze stolicą tytularną Walla Walla. Sakry biskupiej udzielił mu 19 marca tegoż roku ówczesny biskup Joliet, Joseph Imesch.
5 czerwca 2003 zrezygnował z urzędu.